# Anatolj Konjkov
Anatolj Konjkov (ukrainska: Анатолій Дмитрович Коньков), född 19 september 1949 i Chrustalnyj i Luhansk oblast, död 4 oktober 2024 i Kiev, var en ukrainsk fotbollsspelare och senare tränare som spelade för Sovjetunionen under sin aktiva karriär. Han tog OS-brons i fotbollsturneringen vid de olympiska sommarspelen 1976 i Montréal.